# دپوک
دپوک (اندونزیایی: Depok) شهری در استان جاوه غربی کشور اندونزی است. جمعیت این شهر بر اساس سرشماری سال ۱۹۹۰ میلادی، ۶۶۱٫۴۹۵ نفر و بر اساس سرشماری سال ۲۰۰۰ میلادی، ۹۴۹٫۲۰۷ بوده که در سال ۲۰۰۷ میلادی به ۱٫۳۱۵٫۱۷۳ نفر افزایش یافته‌است.